# Рязанский кожевенный завод

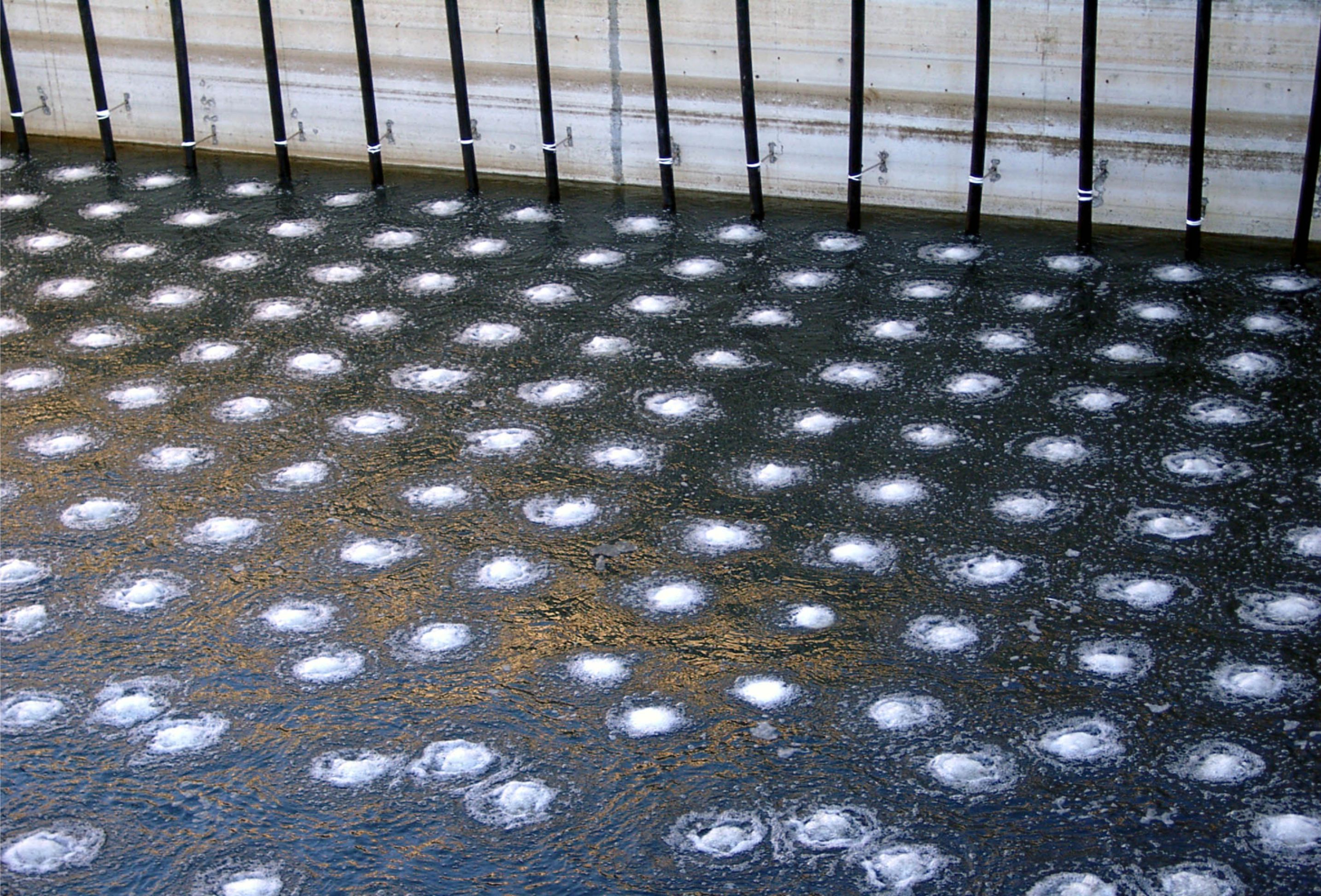
Очистные сооружения кожевенного завода.

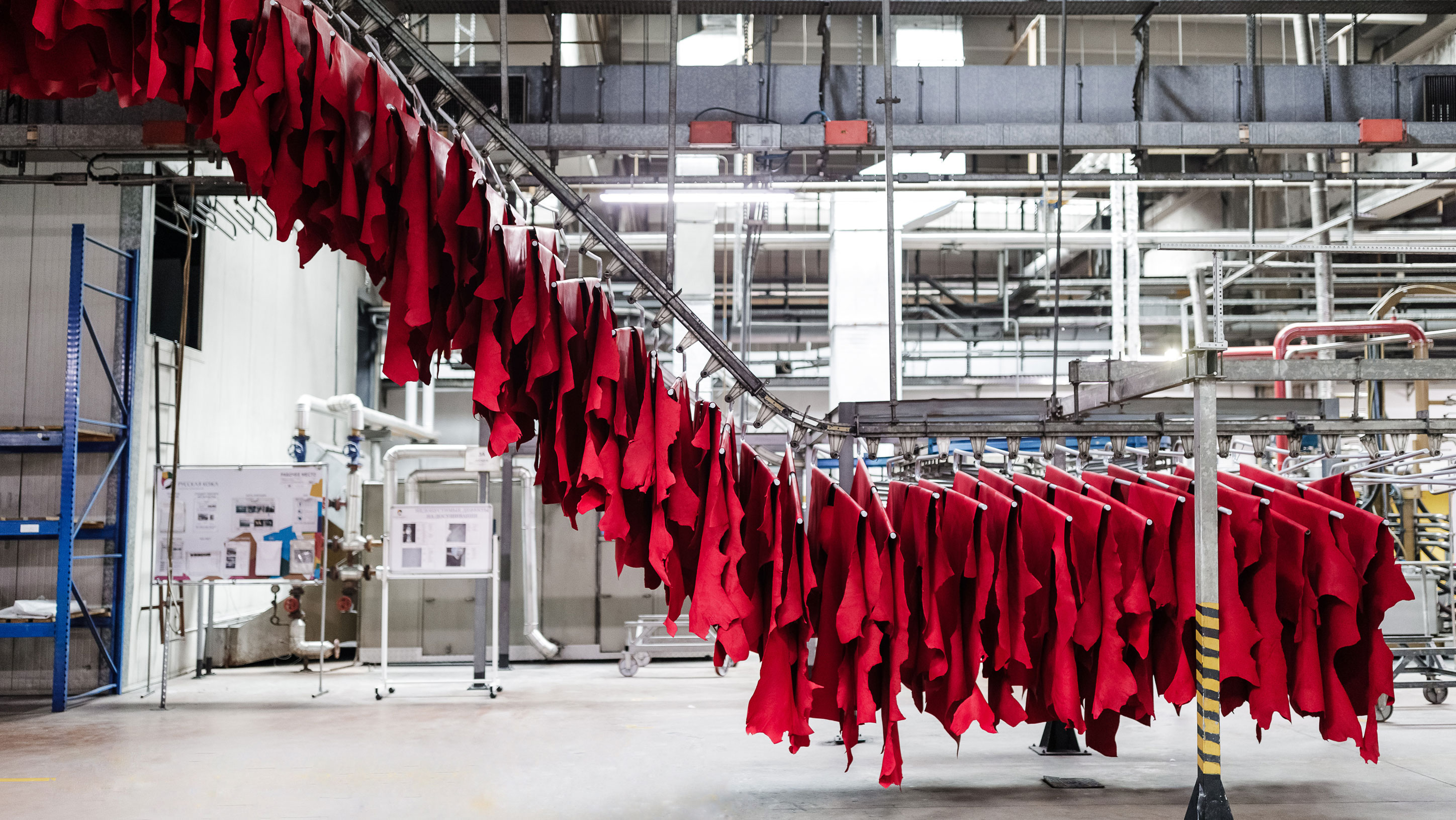
Производство и продукция завода.

Ряза́нский коже́венный заво́д — российский производитель и экспортёр натуральной кожи, меховой овчины, а также продукции из них. Расположен на территории Северо-Западного промышленного узла в городе Рязани. Входит в группу компаний «Русская кожа». На долю завода приходится 35 % всего производства кожи в России. Производство продукции составляет — 8,6 млн м² в год, из них 60 % идет на экспорт.

## История
Небольшой кожевенный завод появился в Рязани на территории бывшей Троицкой слободы в 1916 году на базе эвакуированного из Риги Лифляндского кожевенного завода Шлиомы Игелова Левина.
После Октябрьской революции, в 1918 году предприятие было национализировано. Завод стал носить название Рязанский кожзавод № 2 «Хромкож». В 1919 году на производстве произошёл сильный пожар. Для восстановления заводских зданий и сооружений по согласованию с комиссией по отсрочкам были отозваны особо ценные работники. Производство было снова налажено.
В 1927 году предприятию присвоено новое название — Рязанский кожевенный завод имени Октябрьской революции. Из-за сильной убыточности завода был выработан и принят к действию план рационализации производства. Были расширены производственные площади завода, закуплено новое оборудование, уделено внимание технике безопасности. В 1930-х годах на заводе выпускалось до 400 тысяч кож ежегодно, в начале 1940-х — план был перевыполнен на 113,3 %.
Во время Великой Отечественной войны на заводе трудились женщины и подростки сменами по 13,5 часов, а производство было перестроено под выпуск жированной кожи для нужд армии.
Зимой 1953 года, в павильоне РСФСР на ВДНХ кожзавод представил 50 образцов кож разных расцветок. Через два года на заводе был налажен выпуск более 40 видов кож для изготовления обуви и галантерейных товаров.
В 1961 года заводу было присвоено звание предприятия коммунистического труда. В 1966 — завод награждён орденом Трудового Красного Знамени, став таким образом первым орденоносным предприятием Рязанской области.
В 1986 г. завод переехал в новое здание по адресу, по которому расположен и в настоящее время. Была полностью обновлена производственная база.
В 1992 г. в рамках начавшегося процесса приватизации завод стал акционерным обществом открытого типа. В 2001 г. Рязанский кожевенный завод стал членом Российского Союза кожевников. В 2005 г. на предприятии началось производство кожи для мебели, через год на базе завода открылась фабрика кожаной мягкой мебели.

## Продукция
Основным продуктом завода является натуральная кожа (замша, велюр) для производства одежды, галантереи, обуви, средств индивидуальной защиты, спецодежды, обивки мебели, салонов автомобилей, самолётов, морских и речных судов. Кроме этого, завод выпускает Меховая овчина и продукцию из неё. Также производятся продукты переработки: почвогрунт, БКД, жир, гольевая обрезь.